# Jets de Sherbrooke
Die Jets de Sherbrooke waren ein kanadisches Eishockeyfranchise der American Hockey League aus Sherbrooke, Québec. Die Spielstätte der Jets war der Palais de Sports.

## Geschichte
Die Sherbrooke Jets wurden 1982 als Farmteam der Winnipeg Jets aus der National Hockey League gegründet. Das Team spielte nur zwei Jahre lang in der American Hockey League, bevor es von den Winnipeg Jets wieder aufgelöst wurde. Die beiden verantwortlichen Trainer waren in der Saison 1982/83 Rick Bowness und in der Saison 1983/84 Ron Racette. In beiden Spielzeiten beendeten die Jets die Saison als Letzter der North-Division und verpassten somit deutlich die Playoffs um den Calder Cup.
Die Lücke, die die Jets in der Stadt hinterließen, wurde 1984 von den Sherbrooke Canadiens gefüllt, die als Farmteam der Montréal Canadiens bis 1990 in der AHL spielten.

## Saisonstatistik
Abkürzungen: GP = Spiele, W = Siege, L = Niederlagen, T = Unentschieden, OTL = Niederlagen nach Overtime SOL = Niederlagen nach Shootout, Pts = Punkte, GF = Erzielte Tore, GA = Gegentore, PIM = Strafminuten
| Saison  | GP | W  | L  | T | OTL | SOL | Pts | GF  | GA  | Platz     | Playoffs           |
| 1982–83 | 80 | 22 | 54 | 4 | —   | —   | 48  | 288 | 390 | 6., North | nicht qualifiziert |
| 1983–84 | 80 | 22 | 53 | 5 | —   | —   | 49  | 301 | 419 | 6., North | nicht qualifiziert |

## Team-Rekorde

### Karriererekorde
Spiele: 159  Guy Fournier
Tore: 72  Murray Eaves
Assists: 102  Murray Eaves
Punkte: 174  Murray Eaves
Strafminuten: 327  Steven Fletcher